# Stiriodes edentata
Stiriodes edentata là một loài bướm đêm trong họ Noctuidae.